# Laudakia agrorensis
Espèce
Synonymes
- Stellio agrorensis Stoliczka, 1872

Laudakia agrorensis est une espèce de sauriens de la famille des Agamidae.

## Répartition
Cette espèce se rencontre entre 700 et 1 300 m d'altitude au Pakistan, en Afghanistan et en Inde au Pendjab, en Himachal Pradesh et au Jammu-et-Cachemire.

## Étymologie
Son nom d'espèce, composé de agror et du suffixe latin -ensis, « qui vit dans, qui habite », lui a été donné en référence au lieu de sa découverte, la vallée d'Agror.

## Publication originale
- Stoliczka, 1872 : Notes on some new species of Reptilia and Amphibia, collected by Dr. W. Waagen in North-western Punjab. Proceedings of the Asiatic Society of Bengal, vol. 1872, p. 124-131 (texte intégral).